# Campionato mondiale giovanile di scherma 2022
Il Campionato mondiale juniores di scherma del 2022 ("2022 World Juniors Fencing Championships") è stato organizzato dalla Federazione internazionale della scherma e si è svolto a Dubai in Emirati Arabi Uniti.
Nel fioretto, si sono aggiudicati i titoli dei campionati mondiali il nipponico Iimura, che ha battuto in finale il coreano An, e la statunitense Scruggs che ha avuto la meglio sulla nipponica Takeyama.
Nella spada il magiaro Keszthelyi ha battuto in finale l'egiziano Yasseen, ottenendo il titolo mondiale juniores maschile, mentre tra le donne la statunitense Husisian ha superato l'israeliana Feygin.
Nella sciabola il tedesco C. Heathcook prevale sull'italiano Torre, mentre la statunitense Skarbonkiewicz ha battuto la connazionale Johnson.
Nei campionati mondiali juniores a squadre maschili, la nazionale italiana ha prevalso nella finale del fioretto contro la Francia, mentre la compagine egiziana ha vinto nella spada contro la formazione statunitense, ed infine la nazionale italiana ha avuto la meglio sulla compagine rumena nella sciabola.
Nei campionati mondiali juniores a squadre femminili, la nazionale statunitense ha prevalso nella finale del fioretto contro l'Italia, Israele ha vinto nella spada contro la formazione polacca, ed infine la formazione francese ha avuto la meglio sulla compagine magiara nella sciabola.

## Podi

### Uomini
| Specialità  | Oro                                                                    | Argento                                                                     | Bronzo                                                                 |
| Individuali |                                                                        |                                                                             |                                                                        |
| Fioretto    | Kazuki Iimura                                                          | Hyeonbhin An                                                                | Anas Anane Chase Emmer                                                 |
| Spada       | Zsombor Keszthelyi                                                     | Mohamed Yasseen                                                             | James Jeal Lino Heurlin Vazquez                                        |
| Sciabola    | Colin Heathcock                                                        | Pietro Torre                                                                | Heegeun Hwang Antonio Heathcock                                        |
| A squadre   |                                                                        |                                                                             |                                                                        |
| Fioretto    | Italia Jacopo Bonato Giulio Lombardi Tommaso Martini Damiano Di Veroli | Francia Valerian Castanie Paul Antoine De Badts Adrien Spichiger Anas Anane | Ungheria Almos Balint Albert Bagdany Gergo Szemes Andor Istvan Mihályi |
| Spada       | Egitto Mohamed Elsayed Mohamed Yasseen Mahmoud Elsayed Mohamed Gaber   | Stati Uniti Henry Lawson Gabriel Feinberg Skyler Liverant Justin Haddad     | Francia Paul Fortin Alban Diane Lino Heurlin Vazquez Julien Maury      |
| Sciabola    | Italia Giorgio Marciano Edoardo Cantini Pietro Torre Lorenzo Ottaviani | Romania Radu Nițu Marco Sovar Mihnea Enache Casian Cîdu                     | Egitto Ahmed Hesham Eyad Marouf Zeyad Nofal Adham Moataz               |

### Donne
| Specialità  | Oro                                                                 | Argento                                                                 | Bronzo                                                                |
| Individuali |                                                                     |                                                                         |                                                                       |
| Fioretto    | Lauren Scruggs                                                      | Yuzuha Takeyama                                                         | Carolina Stutchbury Kateryna Budenko                                  |
| Spada       | Hadley Husisian                                                     | Nicole Feygin                                                           | Aleyna Ertürk Ketki Ketkar                                            |
| Sciabola    | Magda Skarbonkiewicz                                                | Honor Johnson                                                           | Zaynab Dayibekova Sugár Katinka Battai                                |
| A squadre   |                                                                     |                                                                         |                                                                       |
| Fioretto    | Stati Uniti Maia Weintraub Rachael Kim Zander Rhodes Lauren Scruggs | Italia Giulia Amore Benedetta Pantanetti Irene Bertini Carlotta Ferrari | Giappone Honami Chiba Hiyori Nakade Yuzuha Takeyama Ayano Iimura      |
| Spada       | Israele Eva Galper Sophia Vainberg Adele Bogdanov Nicole Feygin     | Polonia Alicja Klasik Gloria Klughardt Cecylia Cieślik Kinga Zgryźniak  | Stati Uniti Sarah Gu Ketki Ketkar Faith Park Hadley Husisian          |
| Sciabola    | Francia Amalia Aime Lola Tranquille Mathilde Mouroux Cyrielle Rioux | Ungheria Kira Keszei Dorottya Beviz Luca Szűcs Sugár Katinka Battai     | Italia Lucia Stefanello Mariella Viale Manuela Spica Carlotta Fusetti |

## Medagliere
| Pos.   | Nazione       | Oro | Argento | Bronzo | Totale |
| ------ | ------------- | --- | ------- | ------ | ------ |
| 1      | Stati Uniti   | 4   | 2       | 3      | 9      |
| 2      | Italia        | 2   | 2       | 1      | 5      |
| 3      | Francia       | 1   | 1       | 3      | 5      |
| 4      | Ungheria      | 1   | 1       | 2      | 4      |
| 5      | Giappone      | 1   | 1       | 1      | 3      |
| 5      | Egitto        | 1   | 1       | 1      | 3      |
| 7      | Israele       | 1   | 1       | 0      | 2      |
| 8      | Germania      | 1   | 0       | 1      | 2      |
| 9      | Corea del Sud | 0   | 1       | 1      | 2      |
| 10     | Romania       | 0   | 1       | 0      | 1      |
| 10     | Polonia       | 0   | 1       | 0      | 1      |
| 12     | Regno Unito   | 0   | 0       | 2      | 2      |
| 13     | Uzbekistan    | 0   | 0       | 1      | 1      |
| 13     | Ucraina       | 0   | 0       | 1      | 1      |
| 13     | Turchia       | 0   | 0       | 1      | 1      |
| Totale | Totale        | 12  | 12      | 18     | 42     |